# 牛满江 (生物学家)
牛满江（1912年10月31日—2007年11月9日）是一位美籍华人生物学家。天普大学终身教授。

## 生平
1912年出生在河北博野，家族為中醫世家，1932年考入北京大学生物系，1936年毕业后留校担任助教。1943年与张葆英结婚，生有二女。1944年留学美国，入读斯坦福大学，后任职于斯坦福大学、洛克菲勒医学研究所、天普大学。1973 年5月应童第周邀请回国合作，1973年10月受到周恩来总理接见，1977年受到邓小平接见。1980年被聘为中国科学院发育生物学研究所科学顾问。